# Виролайнен, Дарья Леонидовна
Да́рья Леони́довна Вирола́йнен (урождённая Резцо́ва; род. 24 января 1989, Москва) — российская и финская (с 2022 года) биатлонистка. Мастер спорта России международного класса по биатлону. В прошлом — член женской сборной России по биатлону. Ныне (с 2023 года) — член женской сборной Финляндии по биатлону.
Бронзовый призёр чемпионата Европы по биатлону 2014 года в гонке преследования, победитель Универсиады-2011 в индивидуальной гонке.
Серебряный призёр Чемпионата России 2017 года в спринте.

## Семья
Дарья Виролайнен — старшая дочь известной биатлонистки и лыжницы Анфисы Резцовой (1964—2023) и тренера по биатлону Леонида Резцова (род. 1962). У Дарьи есть 3 младших сестры: Кристина, Василиса и Мария. В 2007 году она вышла замуж за белорусского лыжника Романа Виролайнена и родила сына Даниэля.
5 марта 2019 года у пары родился второй сын Алекс-Кристиан.
27 января 2022 года Виролайнен родила третьего сына, которого назвали Эриком.

## Спортивная карьера

### Молодёжные достижения
| Год  | Место проведения   | Возраст | Инд | Спр | Пр | Эст |
| ---- | ------------------ | ------- | --- | --- | -- | --- |
| 2010 | ЮЛЧМ Душники-Здруй | U21     | −   | 5   | 1  | −   |
| 2012 | ЧЕ Осрблье         | U26     | 21  | −   | −  | −   |

### Российские соревнования
Победитель масс-старта на чемпионате России в 2015 году. На этом же чемпионате в 2015 году дважды стала серебряным призёром (в преследовании и в эстафете) и бронзовым призёром в спринте.

### Кубок мира
3 марта 2014 года Виролайнен была включена в состав сборной России на седьмой этап Кубка мира 2013/2014 в Поклюке. Спринтерская гонка в Поклюке стала для неё дебютной в Кубке мира, и она сенсационно финишировала на втором месте, уступив только австрийке Катарине Иннерхофер, которая ранее никогда не попадала даже в топ-20 на этапах Кубка мира. 24 января 2015 года Виролайнен завоевала свой второй подиум в гонках на Кубке мира — она стала второй в гонке преследования на этапе в итальянском Антхольце, уступив только Дарье Домрачевой.

## Сводная статистика в Кубке мира
Вторые места в гонках
| #  | Дата           | Место       | Вид                 | Стрельба | Сек     | Победитель          | Примечания |
| -- | -------------- | ----------- | ------------------- | -------- | ------- | ------------------- | ---------- |
| 1. | 6 марта 2014   | Поклюка     | Спринт              | 0+0      | +9.2    | Катарина Иннерхофер | Кубок мира |
| 2. | 24 января 2015 | Антерсельва | Гонка преследования | 0+0+0+1  | +1.21.0 | Дарья Домрачева     | Кубок мира |

## Статистика на Кубке мира
| 2017/2018 Итоги | 2017/2018 Итоги | Эстерсунд | Эстерсунд | Эстерсунд | Эстерсунд | Эстерсунд | Хохфильцен | Хохфильцен | Хохфильцен | Анси | Анси | Анси | Оберхоф | Оберхоф | Оберхоф | Рупольдинг | Рупольдинг | Рупольдинг | Антхольц | Антхольц | Антхольц | ОИ Пхёнчхан | ОИ Пхёнчхан | ОИ Пхёнчхан | ОИ Пхёнчхан | ОИ Пхёнчхан | ОИ Пхёнчхан | Контиолахти | Контиолахти | Контиолахти | Контиолахти | Холменколлен | Холменколлен | Холменколлен | Тюмень | Тюмень | Тюмень |
| Очков           | Место           | Сусм      | См        | Инд       | Спр       | Пр        | Спр        | Пр         | Эст        | Спр  | Пр   | МС   | Спр     | Пр      | Эст     | Инд        | Эст        | МС         | Спр      | Пр       | МС       | Спр         | Пр          | Инд         | МС          | См          | Эст         | Спр         | Сусм        | См          | МС          | Спр          | Эст          | Пр           | Спр    | Пр     | МС     |
| 189             | 36              | —         | —         | 48        | 58        | 56        | —          | —          | —          | —    | —    | —    | 37      | 24      | 4       | 16         | 7          | 26         | 62       | —        | —        | —           | —           | —           | —           | —           | —           | 24          | —           | 4           | —           | 15           | 9            | 30           | 16     | 7      | 23     |

| 2016/2017 Итоги | 2016/2017 Итоги | Эстерсунд | Эстерсунд | Эстерсунд | Эстерсунд | Эстерсунд | Поклюка | Поклюка | Поклюка | Нове-Место | Нове-Место | Нове-Место | Оберхоф | Оберхоф | Оберхоф | Рупольдинг | Рупольдинг | Рупольдинг | Антхольц | Антхольц | Антхольц | ЧМ Хохфильцен | ЧМ Хохфильцен | ЧМ Хохфильцен | ЧМ Хохфильцен | ЧМ Хохфильцен | ЧМ Хохфильцен | Пхёнчхан | Пхёнчхан | Пхёнчхан | Контиолахти | Контиолахти | Контиолахти | Контиолахти | Холменколлен | Холменколлен | Холменколлен |
| Очков           | Место           | Сусм      | См        | Инд       | Спр       | Пр        | Спр     | Пр      | Эст     | Спр        | Пр         | МС         | Спр     | Пр      | МС      | Эст        | Спр        | Пр         | Инд      | Эст      | МС       | См            | Спр           | Пр            | Инд           | Эст           | МС            | Спр      | Пр       | Эст      | Спр         | Пр          | Сусм        | См          | Спр          | Пр           | МС           |
| 90              | 54              | —         | —         | —         | —         | —         | —       | —       | —       | —          | —          | —          | —       | —       | —       | —          | —          | —          | —        | —        | —        | —             | —             | —             | —             | —             | —             | —        | —        | —        | 4           | 17          | 14          | —           | 36           | 23           | —            |

| 2015/2016 Итоги | 2015/2016 Итоги | Эстерсунд | Эстерсунд | Эстерсунд | Эстерсунд | Эстерсунд | Хохфильцен | Хохфильцен | Хохфильцен | Поклюка | Поклюка | Поклюка | Рупольдинг | Рупольдинг | Рупольдинг | Рупольдинг | Рупольдинг | Рупольдинг | Антхольц | Антхольц | Антхольц | Канмор | Канмор | Канмор | Канмор | Преск-Айл | Преск-Айл | Преск-Айл | ЧМ Холменколлен | ЧМ Холменколлен | ЧМ Холменколлен | ЧМ Холменколлен | ЧМ Холменколлен | ЧМ Холменколлен | Ханты-Мансийск | Ханты-Мансийск | Ханты-Мансийск |
| Очков           | Место           | Сусм      | См        | Инд       | Спр       | Пр        | Спр        | Пр         | Эст        | Спр     | Пр      | МС      | Спр        | Пр         | МС         | Инд        | Эст        | МС         | Спр      | Пр       | Эст      | Спр    | МС     | Сусм   | См     | Спр       | Пр        | Эст       | См              | Спр             | Пр              | Инд             | Эст             | МС              | Спр            | Пр             | МС             |
| 252             | 30              | —         | —         | 49        | 70        | —         | 40         | 38         | —          | 24      | 20      | 26      | 10         | 22         | 28         | 30         | 4          | —          | 32       | 12       | —        | 12     | 9      | —      | 8      | 40        | —         | —         | —               | 38              | 37              | 49              | 11              | —               | 20             | 36             | —              |

| 2014/2015 Итоги | 2014/2015 Итоги | Эстерсунд | Эстерсунд | Эстерсунд | Эстерсунд | Хохфильцен | Хохфильцен | Хохфильцен | Поклюка | Поклюка | Поклюка | Оберхоф | Оберхоф | Оберхоф | Рупольдинг | Рупольдинг | Рупольдинг | Антхольц | Антхольц | Антхольц | Нове Место | Нове Место | Нове Место | Нове Место | Холменколлен | Холменколлен | Холменколлен | ЧМ Контиолахти | ЧМ Контиолахти | ЧМ Контиолахти | ЧМ Контиолахти | ЧМ Контиолахти | ЧМ Контиолахти | Ханты-Мансийск | Ханты-Мансийск | Ханты-Мансийск |
| Очков           | Место           | См        | Инд       | Спр       | Пр        | Спр        | Эст        | Пр         | Спр     | Пр      | МС      | Эст     | Спр     | МС      | Эст        | Спр        | МС         | Спр      | Пр       | Эст      | Сусм       | См         | Спр        | Пр         | Инд          | Спр          | Эст          | См             | Спр            | Пр             | Инд            | Эст            | МС             | Спр            | Пр             | МС             |
| 499             | 16              | —         | 27        | 51        | 31        | 51         | —          | 35         | 35      | 9       | 15      | 7       | 17      | 8       | 8          | 19         | 8          | 11       | 2        | 4        | —          | —          | 33         | —          | —            | 10           | 5            | —              | 21             | 16             | 5              | 4              | 22             | 25             | 21             | 12             |

| 2013/2014 Итоги | 2013/2014 Итоги | Эстерсунд | Эстерсунд | Эстерсунд | Эстерсунд | Хохфильцен | Хохфильцен | Хохфильцен | Анси | Анси | Анси | Оберхоф | Оберхоф | Оберхоф | Рупольдинг | Рупольдинг | Рупольдинг | Антхольц | Антхольц | Антхольц | Зимние Олимпийские Игры | Зимние Олимпийские Игры | Зимние Олимпийские Игры | Зимние Олимпийские Игры | Зимние Олимпийские Игры | Зимние Олимпийские Игры | Поклюка | Поклюка | Поклюка | Контиолахти | Контиолахти | Контиолахти | Холменколлен | Холменколлен | Холменколлен |
| Очков           | Место           | См        | Инд       | Спр       | Пр        | Спр        | Эст        | Пр         | Эст  | Спр  | Пр   | Спр     | Пр      | МС      | Эст        | Инд        | Пр         | Спр      | Пр       | Эст      | См                      | Спр                     | Пр                      | Инд                     | Эст                     | МС                      | Спр     | Пр      | МС      | Спр         | Спр         | Пр          | Спр          | Пр           | МС           |
| 119             | 48              | —         | —         | —         | —         | —          | —          | —          | —    | —    | —    | —       | —       | —       | —          | —          | —          | —        | —        | —        | —                       | —                       | —                       | —                       | —                       | —                       | 2       | 9       | 26      | 40          | 35          | 38          | 38           | 36           | —            |